# Onthophagus propinquus
Onthophagus propinquus är en skalbaggsart som beskrevs av Macleay 1888. Onthophagus propinquus ingår i släktet Onthophagus och familjen bladhorningar. Inga underarter finns listade i Catalogue of Life.